# パピプペンギンズ
パピプペンギンズ（Papipu Penguins）とはアートディレクターの戸田正寿とイラストレーターのひこねのりおによって描かれたペンギンのキャラクター。1980年代にビールのイメージキャラクターに起用され人気を博し、1985年に映画化され、同年6月22日に公開した。2005年9月から芸能事務所のホリプロが版権（現在の著作権）を管理しているが、キャラクターグッズの販売は各社とのコラボレーションによって現在も継続している。不定期ではあるが、CMに登場することもある。

## キャラクター
- パック[2][3] - 男の子
- ピッキー[2][3] - 女の子

## 登場作品

### CM
- サントリー「サントリーCANビール」[2][4]（1983年 - 1985年）

バックに松田聖子の「SWEET MEMORIES」、細川たかしの「星屑の街（Stardust In Your Eyes）」、大竹しのぶ（CM版。レコードでは石黒ケイによって吹き込まれた）の「I Remember You」、アグネス・チャンの「スノー・フレイクス」などが流れていた。なお、同商品のCMナレーションは所ジョージが務めている。
- 北陸電力「『電化の暮らし』キャンペーン」（2001年頃）
- 金冠堂「金柑のど飴・キンカンクールスプレー」[6]（2004年）
- KDDI（au）「au My Page」[2][7]（2006年）
- サントリー 「ボス シルキーブラック『ペンギン回想編』」（2010年）

1983年に放送した「サントリーCANビール」で使用されたアニメが挿入された。
- ネッツトヨタ福井（2015年）[8]

CMと並行してポスターにも採用された。
- 福井経編興業（2023年、「こどもたちの未来のために」篇）[9][10]

福井テレビ開発（福井テレビのグループ会社）が映像制作を手掛けた。
上記のほか、学習研究社（略称・学研、現・学研ホールディングス）が発行した読み物の表紙などに登場している。

### 映画
- 「ペンギンズ・メモリー 幸福物語」（1985年6月22日公開）[1][2][3]

デルタ戦争で心身ともに傷ついてひとりで故郷に戻った青年（帰還兵）のマイクが旅先で会った歌手志望の娘、ジルと出会って恋に落ちる。この作品は2匹のペンギンの愛を描いたアニメーション映画である。

## キャラクター商品
- CMの放送を開始した翌年の1984年にはサントリーから本キャラクターをデザインした缶ビールや瓶ビールが発売され、キャラクター人気もあってヒット商品となった[12]。
- 1983年にサントリーショッピングクラブ（現：サントリーマーケティング&コマース）が[13]缶ビールを持ったペンギンとSUNTORY CAN BEER のロゴの付いた文具（ペンケース、下敷きなど）を販売した。当時のキャラクターブランド名はPenguinFamily。
- 1990年代頃に「ペンギンパラダイス（Penguin Paradise）」の名称でキャラクター商品が発売されていた。
- 2000年代前半に久月からぬいぐるみが発売されたが[14]、男の子のペンギンの名前はプックであった[15]。なお、女の子のペンギン、ピッキーはSサイズ（高さ：22センチメートル）[16]とLサイズ（高さ：33センチメートル）[17]の2つが発売された。
- 「湘南ロックンロールセンターAGAIN2019」のマスコットキャラクターに採用され、描きおろしイラストのTシャツが発売された[18][19]。
- 2019年にniko and...とのコラボレーションによるキャラクター商品が[20]、2022年にフェリシモとのコラボレーションによるキャラクター商品が発売された[21]。2023年はケンエレファントとのコラボレーションにより、「パピプペンギンズ・フィギュアコレクション」が発売された[3][22][23]。

## 企画展
2022年7月15日から同年8月31日まで、福井県立美術館で「戸田正寿展」が開催され、パピプペンギンズも展示物の1つとして登場した。同展示会の出口付近には記念撮影スポットが設けられ、福井テレビのマスコットキャラクター、EarEarちゃん（イヤイヤちゃん）とパピプペンギンズが描かれたボードがそのスポットとして使用された。

## その他
- ペンギン会議研究員の上田一生は2011年10月9日に投稿した自身のブログでパピプペンギンズの流行（上田は「サントリーペンギン」と表現）を語り、同時期にコーポレットペンギンが流行したことも語ったが、それに便乗してパクリや偽物が多く出回ったことを振り返っている[27]。なお、コーポレットペンギンの偽物は裁判沙汰となったことも同ブログで語っている[27]。